# Kerckhoffsovo načelo
Kerckhoffsovo načelo ili Kerckhoffsov princip u kriptografiji je postavka koju je iznio nizozemski kriptograf Auguste Kerckhoffs (1835. – 1903.) u radu La Cryptographie militaire (Vojna kriptografija): kriptirani sustav treba biti siguran čak i kada je o njemu javno poznato sve osim samoga ključa.
Kerckhoffsovo načelo je američki matematičar Claude Shannon preoblikovao ili neovisno formulirao kao „neprijatelj poznaje sustav“. Načelo da sustave treba dizajnirati pod pretpostavkom da će neprijatelj odmah sve saznati o njima poznato je i kao Shannonova maksima. Ovo su načelo, za razliku od oprečnoga, o sigurnosti koja proistječe iz nejasnoća (eng. security through obscurity), naširoko prihvatili svjetski kriptografi.